# Monprimblanc
Monprimblanc là một xã trong tỉnh Gironde, thuộc vùng Nouvelle-Aquitaine của nước Pháp, có dân số là 276 người (thời điểm 1999). Monprimblanc là một nơi trồng nho, thuộc vùng trồng nho Premières Côtes de Bordeaux và Cadillac.